# Bélisaire et Prudence Beresford

Bélisaire et Prudence Beresford est une série de films français qui a débuté en 2005 en France, et s'est terminée en 2012.
Il s'agit de l'adaptation cinématographique de nouvelles et romans policiers écrits par Agatha Christie, ayant dans deux des trois pour personnages centraux Tommy et Tuppence Beresford. Dans la troisième adaptation, celle titrée Le crime est notre affaire, qui est en réalité l'adaptation du roman Le Train de 16 h 50, c’est la mise en scène de Miss Marple, transposée à l'écran avec d'autres personnages et le titre d'un des recueils de nouvelles ayant pour héros Tommy et Tuppence.

## Filmographie
Cette série est composée de :
- Mon petit doigt m'a dit réalisé par Pascal Thomas, sorti en 2005.
- Le crime est notre affaire réalisé par Pascal Thomas, sorti en 2008.
- Associés contre le crime réalisé par Pascal Thomas, sorti en 2012.

## Fiche technique
| Titre        | Mon petit doigt m'a dit (2005) | Le crime est notre affaire (2008) | Associés contre le crime (2012) |
| ------------ | ------------------------------ | --------------------------------- | ------------------------------- |
| Réalisateur  | Pascal Thomas                  | Pascal Thomas                     | Pascal Thomas                   |
| Scénaristes  | Pascal Thomas                  | Pascal Thomas                     | Pascal Thomas                   |
| Scénaristes  | François Caviglioli            | François Caviglioli               | Nathalie Lafaurie               |
| Scénaristes  | Nathalie Lafaurie              | Clémence De Biéville              | Clémence De Biéville            |
| Décors       | Katia Wyszkop                  | Katia Wyszkop                     | Katia Wyszkop                   |
| Costumes     | Catherine Bouchard             | Catherine Bouchard                | Catherine Bouchard              |
| Costumes     | Maud Molyneux                  |                                   |                                 |
| Photographie | Renan Pollès                   | Renan Pollès                      | Renan Pollès                    |
| Montage      | Catherine Dubeau               | Catherine Dubeau                  | Catherine Dubeau                |
| Montage      | Mélanie Mourey                 |                                   |                                 |
| Montage      | Elena Manso                    |                                   |                                 |
| Musique      | Reinhardt Wagner               | Reinhardt Wagner                  | Reinhardt Wagner                |
| Musique      | Georges Bizet                  | Victoria Lafaurie                 |                                 |
| Producteurs  | Alain Cadier                   | Nathalie Lafaurie                 | Jacqueline Finas                |
| Producteurs  | Pascal Thomas                  |                                   | Arlette Prévost                 |
| Son          |                                | Pierre Lenoir                     | Pierre Lenoir                   |
| Sortie       | 13 avril 2005                  | 15 octobre 2008                   | 22 août 2012                    |
| Durée        | 105 minutes                    | 109 minutes                       | 104 minutes                     |
| Entrées      | 1 256 084                      | 1 192 312                         | 454 880                         |
| Genre        | comédie policière              | comédie policière                 | comédie policière               |
| Distributeur | UGC                            | StudioCanal                       | StudioCanal                     |

## Distribution
| Prudence Beresford                                    | Catherine Frot    | Catherine Frot          | Catherine Frot       |
| Bélisaire Beresford                                   | André Dussollier  | André Dussollier        | André Dussollier     |
| le général                                            | Bernard Verley    |                         | Bernard Verley       |
| Rose Evangelista                                      | Geneviève Bujold  |                         |                      |
| Me Anet / M. Sévigné                                  | Laurent Terzieff  |                         |                      |
| Mlle Blayes                                           | Valérie Kaprisky  |                         |                      |
| Mme Boscovan                                          | Alexandra Stewart |                         |                      |
| Marie-Christine, fille de Bélisaire et Prudence       | Sarah Biasini     |                         | Sarah Biasini        |
| tante Ada                                             | Françoise Seigner |                         |                      |
| Mme Pacard                                            | Elisabeth Macocco |                         |                      |
| le docteur Mauroy                                     | Hervé Pierre      |                         |                      |
| l'enseigne de vaisseau                                | Alexandre Pesle   |                         |                      |
| le curé                                               | André Thorent     |                         |                      |
| Alice Perry                                           | Anne Le Ny        |                         |                      |
| le professeur de la clinique                          | Gérard Chaillou   |                         |                      |
| Roderick Charpentier                                  |                   | Claude Rich             |                      |
| Babette Boutiti, tante de Prudence                    |                   | Annie Cordy             |                      |
| Emma Charpentier, fille de Roderick                   |                   | Chiara Mastroianni      |                      |
| Frédéric Charpentier, le plus jeune fils de Roderick  |                   | Melvil Poupaud          |                      |
| Augustin Charpentier, fils aîné de Roderick           |                   | Christian Vadim         |                      |
| le docteur Lagarde, amant d'Emma                      |                   | Hippolyte Girardot      |                      |
| l'inspecteur Blache, vieil ami de Bélisaire Beresford |                   | Yves Afonso             |                      |
| Alexie Charpentier, fille de Frédéric Charpentier     |                   | Alexie Ribes            |                      |
| Mme Clairin, domestique de Roderick Charpentier       |                   | Valériane de Villeneuve |                      |
| Margaret Brown                                        |                   | Laura Benson            |                      |
| Marie Van Dinh                                        |                   |                         | Linh-Dan Pham        |
| Docteur Nicolas Roscoff                               |                   |                         | Nicolas Marié        |
| Docteur Matarazzi                                     |                   |                         | Agathe de La Boulaye |
| Docteur Jünger                                        |                   |                         | Éric Naggar          |
| le père de Prudence                                   |                   |                         | Julos Beaucarne      |
| Albane, l'éditrice                                    |                   |                         | Caroline Pigozzi     |
| le médecin de famille                                 |                   |                         | Hervé Pierre         |
| l'animateur TV                                        |                   |                         | Jean-Jacques Lefrère |
| Mlle Sakhaline                                        |                   |                         | Katia Tchenko        |
| Gisèle                                                |                   |                         | Ophélia Kolb         |